# Tubularia chilensis
Tubularia chilensis är en nässeldjursart som först beskrevs av Gustav Hartlaub 1905.  Tubularia chilensis ingår i släktet Tubularia och familjen Tubulariidae. Inga underarter finns listade i Catalogue of Life.